# تلمبة محمد جنتي خاوة (باغستان)
تلمبة محمد جنتي خاوة (بالإنجليزية: Tolombeh-ye Mohammad Janati Khavah)‏ هي منطقة سكنية تقع في إيران في فارس.